# 金集镇 (清水县)
金集镇，是中华人民共和国甘肃省天水市清水县下辖的一个乡镇级行政单位。

## 行政区划
金集镇下辖以下地区：
瓦寨村、槐树村、张山村、城科村、陈湾村、张牛村、连珠村、水清村、桑寨村、曹沟村、杨郝村和潘山村。